# Rima Bradley
Rima Bradley és una estructura geològica del tipus rima a la superfície de la Lluna, situada amb el sistema de coordenades planetocèntriques a 25.39 ° de latitud N i 1.28 ° de longitud E. Fa un diàmetre de 133.76 km. El nom va ser fet oficial per la UAI l'any 1964 i fa referència al propers Mons Bradley.